# Campeonato Sub-16 de la AFC 2010
El Campeonato Sub-16 de la AFC de 2010 fue un torneo de fútbol para jugadores menores de 16 años. El torneo se desarrolló en Uzbekistán entre el 23 de octubre y 7 de noviembre.
El torneo fue organizado por la Confederación Asiática de Fútbol y fue clasificatorio para la Copa Mundial de Fútbol Sub-17 de 2011 que se realizó en México, entregando cuatro cupos para el Mundial.

## Sedes
| Ciudad  | Estadio              | Capacidad |
| ------- | -------------------- | --------- |
| Taskent | Estadio de Pakhtakor | 35.000    |
| Taskent | Estadio de JAR       | 8.460     |

## Equipos participantes
| - Australia - China - Indonesia - Irán | - Irak - Japón - Jordania - Corea del Norte | - Kuwait - Omán - Siria - Tayikistán | - Timor Oriental - UAE - Uzbekistán - Vietnam |

## Resultados

### Primera fase

#### Grupo A
| Equipo     | Pts | PJ | PG | PE | PP | GF | GC | Dif |
| ---------- | --- | -- | -- | -- | -- | -- | -- | --- |
| Uzbekistán | 7   | 3  | 2  | 1  | 0  | 11 | 1  | +10 |
| Jordania   | 5   | 3  | 1  | 2  | 0  | 2  | 1  | +1  |
| Indonesia  | 3   | 3  | 1  | 0  | 2  | 4  | 5  | -1  |
| Tayikistán | 1   | 3  | 0  | 1  | 2  | 3  | 13 | -10 |

| 24 de octubre de 2010 | Uzbekistán                            | 3:0 (1:0) | Indonesia | Estadio de Pakhtakor, Taskent                                      |                                                                    |
|                       | Khakimov 31', 47' · Sobirkhodjaev 60' |           |           | Asistencia: 16.500 espectadores Árbitro(s): Alireza Faghani (Irán) | Asistencia: 16.500 espectadores Árbitro(s): Alireza Faghani (Irán) |

| 24 de octubre de 2010 | Tayikistán   | 1:1 (0:0) | Jordania        | Estadio de Pakhtakor, Taskent                                       |                                                                     |
|                       | Sultonov 62' |           | Al-Bashtawi 74' | Asistencia: 300 espectadores Árbitro(s): Lee Min-Hu (Corea del Sur) | Asistencia: 300 espectadores Árbitro(s): Lee Min-Hu (Corea del Sur) |

| 26 de octubre de 2010 | Indonesia                                | 4:1 (1:0) | Tayikistán | Estadio de Pakhtakor, Taskent                                        |                                                                      |
|                       | Fakhri 11' · Antoni 47', 59' · Angga 71' |           | Saidov 85' | Asistencia: 1.300 espectadores Árbitro(s): Yousef Almarzouq (Kuwait) | Asistencia: 1.300 espectadores Árbitro(s): Yousef Almarzouq (Kuwait) |

| 26 de octubre de 2010 | Jordania | 0:0' | Uzbekistán | Estadio de Pakhtakor, Taskent                                      |  |
|                       |          |      |            | Asistencia: 10.500 espectadores Árbitro(s): Nawaf Abdulla (Baréin) |  |

| 28 de octubre de 2010 | Uzbekistán | 8:1 (4:0) | Tayikistán     | Estadio de Pakhtakor, Taskent                                      |                                                                    |
|                       | T.Khakimov 2', 25' · Mirabdullaev 19' · Makhstaliev 39' · J.Khakimov 75', 90+1' · Kamolov 80' (pen.) · Murodov 89' (pen.) |           | Muhtojzoda 59' | Asistencia: 22.000 espectadores Árbitro(s): Alireza Faghani (Irán) | Asistencia: 22.000 espectadores Árbitro(s): Alireza Faghani (Irán) |

| 28 de octubre de 2010 | Jordania      | 1:0 (0:0) | Indonesia | Estadio de JAR, Taskent                                              |                                                                      |
|                       | Al-Hasani 70' |           |           | Asistencia: 3.000 espectadores Árbitro(s): Apisit Aonruk (Tailandia) | Asistencia: 3.000 espectadores Árbitro(s): Apisit Aonruk (Tailandia) |

#### Grupo B
| Equipo          | Pts | PJ | PG | PE | PP | GF | GC | Dif |
| --------------- | --- | -- | -- | -- | -- | -- | -- | --- |
| Corea del Norte | 7   | 3  | 2  | 1  | 0  | 5  | 2  | +3  |
| Siria           | 5   | 3  | 1  | 2  | 0  | 3  | 2  | +1  |
| Irán            | 4   | 3  | 1  | 1  | 1  | 6  | 4  | +2  |
| Omán            | 0   | 3  | 0  | 0  | 3  | 2  | 8  | -6  |

| 24 de octubre de 2010 | Irán                                                             | 5:1 (2:0) | Omán         | Estadio de JAR, Taskent                                        |                                                                |
|                       | Fathian 26', 59' · Mahdipour 45+2' · Azmoun 48' · Haghnazari 72' |           | Al-Habsi 84' | Asistencia: 3.000 espectadores Árbitro(s): Kenji Ogiya (Japón) | Asistencia: 3.000 espectadores Árbitro(s): Kenji Ogiya (Japón) |

| 24 de octubre de 2010 | Siria        | 1:1 (0:1) | Corea del Norte | Estadio de JAR, Taskent                                           |                                                                   |
|                       | Ri K. I. 60' |           | Kharbin 5'      | Asistencia: 3.700 espectadores Árbitro(s): Nawaf Abdulla (Baréin) | Asistencia: 3.700 espectadores Árbitro(s): Nawaf Abdulla (Baréin) |

| 26 de octubre de 2010 | Siria    | 1:0 (0:0) | Omán | Estadio de JAR, Taskent                                                    |                                                                            |
|                       | Omar 90' |           |      | Asistencia: 7.000 espectadores Árbitro(s): Dmitriy Mashentsev (Kirguistán) | Asistencia: 7.000 espectadores Árbitro(s): Dmitriy Mashentsev (Kirguistán) |

| 26 de octubre de 2010 | Corea del Norte                 | 2:0 (2:0) | Irán | Estadio de JAR, Taskent                                    |                                                            |
|                       | Kang N. G. 22' · Jong K. S. 32' |           |      | Asistencia: 2.000 espectadores Árbitro(s): Qi Chan (China) | Asistencia: 2.000 espectadores Árbitro(s): Qi Chan (China) |

| 28 de octubre de 2010 | Irán          | 1:1 (1:0) | Siria       | Estadio de Pakhtakor, Taskent                                     |                                                                   |
|                       | Haghnazari 6' |           | Al-Taki 79' | Asistencia: 1.500 espectadores Árbitro(s): Nawaf Abdulla (Baréin) | Asistencia: 1.500 espectadores Árbitro(s): Nawaf Abdulla (Baréin) |

| 28 de octubre de 2010 | Omán            | 1:2 (0:1) | Corea del Norte     | Estadio de JAR, Taskent                                               |                                                                       |
|                       | Al-Riyami 90+3' |           | Jang O. C. 24', 67' | Asistencia: 3.500 espectadores Árbitro(s): Yousef Al-Marzouq (Kuwait) | Asistencia: 3.500 espectadores Árbitro(s): Yousef Al-Marzouq (Kuwait) |

#### Grupo C
| Equipo         | Pts | PJ | PG | PE | PP | GF | GC | Dif |
| -------------- | --- | -- | -- | -- | -- | -- | -- | --- |
| Australia      | 7   | 3  | 2  | 1  | 0  | 8  | 1  | +7  |
| Japón          | 7   | 3  | 2  | 1  | 0  | 7  | 0  | +7  |
| Vietnam        | 3   | 3  | 1  | 0  | 2  | 4  | 10 | -6  |
| Timor Oriental | 0   | 3  | 0  | 0  | 3  | 1  | 9  | -8  |

| 25 de octubre de 2010 | Japón                                                                | 6:0 (3:0) | Vietnam | Estadio de Pakhtakor, Taskent                                        |                                                                      |
|                       | Ueda 16' · Minamino 19', 66' · Kanda 35' · Hayakawa 47' · Ishige 90' |           |         | Asistencia: 7.000 espectadores Árbitro(s): Apisit Aonruk (Tailandia) | Asistencia: 7.000 espectadores Árbitro(s): Apisit Aonruk (Tailandia) |

| 25 de octubre de 2010 | Australia                                                 | 5:0 (3:0) | Timor Oriental | Estadio de Pakhtakor, Taskent                                              |                                                                            |
|                       | Makarounas 14', 20' · Remington 34', 79' · Woodcock 90+2' |           |                | Asistencia: 2.000 espectadores Árbitro(s): Vladislav Tseytlin (Uzbekistán) | Asistencia: 2.000 espectadores Árbitro(s): Vladislav Tseytlin (Uzbekistán) |

| 27 de octubre de 2010 | Vietnam       | 1:3 (0:0) | Australia                              | Estadio de Pakhtakor, Taskent                                       |                                                                     |
|                       | N. X. Nam 49' |           | Makarounas 60', 90+10' · Chapman 90+2' | Asistencia: 3.700 espectadores Árbitro(s): Abdullah Balideh (Catar) | Asistencia: 3.700 espectadores Árbitro(s): Abdullah Balideh (Catar) |

| 27 de octubre de 2010 | Timor Oriental | 0:1 (0:0) | Japón        | Estadio de Pakhtakor, Taskent                                        |                                                                      |
|                       |                |           | Minamino 87' | Asistencia: 2.000 espectadores Árbitro(s): Mohammad Mousa (Jordania) | Asistencia: 2.000 espectadores Árbitro(s): Mohammad Mousa (Jordania) |

| 29 de octubre de 2010 | Japón | 0:0 | Australia | Estadio de Pakhtakor, Taskent                                         |  |
|                       |       |     |           | Asistencia: 5.500 espectadores Árbitro(s): Lee Min-Hu (Corea del Sur) |  |

| 29 de octubre de 2010 | Timor Oriental | 1:3 (0:0) | Vietnam                                     | Estadio de JAR, Taskent                                    |                                                            |
|                       | Nidio 62'      |           | N. V. Hui 87' · N. V. Thang 50' (pen.), 65' | Asistencia: 2.300 espectadores Árbitro(s): Qi Chan (China) | Asistencia: 2.300 espectadores Árbitro(s): Qi Chan (China) |

#### Grupo D
| Equipo                 | Pts | PJ | PG | PE | PP | GF | GC | Dif |
| ---------------------- | --- | -- | -- | -- | -- | -- | -- | --- |
| Irak                   | 6   | 3  | 2  | 0  | 1  | 6  | 2  | +4  |
| Emiratos Árabes Unidos | 5   | 3  | 1  | 2  | 0  | 3  | 2  | +1  |
| Kuwait                 | 4   | 3  | 1  | 1  | 1  | 1  | 3  | -2  |
| China                  | 1   | 3  | 0  | 1  | 2  | 1  | 4  | -3  |

| 25 de octubre de 2010 | Emiratos Árabes Unidos | 0:0 | Kuwait | Estadio de JAR, Taskent                                              |  |
|                       |                        |     |        | Asistencia: 3.750 espectadores Árbitro(s): Mohammad Mousa (Jordania) |  |

| 25 de octubre de 2010 | Irak                           | 2:0 (2:0) | China | Estadio de JAR, Taskent                                             |                                                                     |
|                       | Fendi 5' · Al-Fuadi 39' (pen.) |           |       | Asistencia: 4.700 espectadores Árbitro(s): Abdullah Balideh (Catar) | Asistencia: 4.700 espectadores Árbitro(s): Abdullah Balideh (Catar) |

| 27 de octubre de 2010 | Kuwait | 0:3 (0:2) | Irak                                    | Estadio de JAR, Taskent                                               |                                                                       |
|                       |        |           | Ismail 15' · Hussein 32' · Al-Fuadi 64' | Asistencia: 7.500 espectadores Árbitro(s): Lee Min-Hu (Corea del Sur) | Asistencia: 7.500 espectadores Árbitro(s): Lee Min-Hu (Corea del Sur) |

| 27 de octubre de 2010 | China           | 1:1 (0:0) | Emiratos Árabes Unidos | Estadio de JAR, Taskent                                        |                                                                |
|                       | D. L. Zheng 75' |           | Al-Hammadi 74'         | Asistencia: 2.000 espectadores Árbitro(s): Kenji Ogiya (Japón) | Asistencia: 2.000 espectadores Árbitro(s): Kenji Ogiya (Japón) |

| 29 de octubre de 2010 | Emiratos Árabes Unidos        | 2:1 (0:1) | Irak      | Estadio de Pakhtakor, Taskent                                              |                                                                            |
|                       | Al-Mazrooei 55' · Al-Durs 74' |           | Fendi 27' | Asistencia: 1.500 espectadores Árbitro(s): Dmitriy Mashentsev (Kirguistán) | Asistencia: 1.500 espectadores Árbitro(s): Dmitriy Mashentsev (Kirguistán) |

| 29 de octubre de 2010 | China | 0:1 (0:0) | Kuwait       | Estadio de JAR, Taskent                                                    |                                                                            |
|                       |       |           | Al-Enezi 73' | Asistencia: 1.500 espectadores Árbitro(s): Vladislav Tseytlin (Uzbekistán) | Asistencia: 1.500 espectadores Árbitro(s): Vladislav Tseytlin (Uzbekistán) |

### Segunda fase
|  | Cuartos de final       | Cuartos de final       |                 |                 | Semifinales            | Semifinales            |  |            | Final                  | Final                  |  |
|  | 1 de noviembre de 2010 | 1 de noviembre de 2010 |                 |                 | 4 de noviembre de 2010 | 4 de noviembre de 2010 |  |            | 7 de noviembre de 2010 | 7 de noviembre de 2010 |  |
|  |                        |                        |                 |                 |                        |                        |  |            |                        |                        |  |
|  |                        |                        |                 |                 |                        |                        |  |            |                        |                        |  |
|  | Uzbekistán             | 2                      |                 |                 |                        |                        |  |            |                        |                        |  |
|  | Uzbekistán             | 2                      |                 |                 |                        |                        |  |            |                        |                        |  |
|  | Siria                  | 1                      |                 |                 |                        |                        |  |            |                        |                        |  |
|  | Siria                  | 1                      |                 | Uzbekistán      | 2                      |                        |  |            |                        |                        |  |
|  |                        |                        |                 | Uzbekistán      | 2                      |                        |  |            |                        |                        |  |
|  |                        |                        | Australia       | 1               |                        |                        |  |            |                        |                        |  |
|  | Australia              | 3                      | Australia       | 1               |                        |                        |  |            |                        |                        |  |
|  | Australia              | 3                      |                 |                 |                        |                        |  |            |                        |                        |  |
|  | Emiratos Árabes Unidos | 2                      |                 |                 |                        |                        |  |            |                        |                        |  |
|  | Emiratos Árabes Unidos | 2                      |                 |                 |                        |                        |  | Uzbekistán | 0                      |                        |  |
|  |                        |                        |                 |                 |                        |                        |  | Uzbekistán | 0                      |                        |  |
|  |                        |                        | Corea del Norte | 2               |                        |                        |  |            |                        |                        |  |
|  | Corea del Norte        | 4                      | Corea del Norte | 2               |                        |                        |  |            |                        |                        |  |
|  | Corea del Norte        | 4                      |                 |                 |                        |                        |  |            |                        |                        |  |
|  | Jordania               | 0                      |                 |                 |                        |                        |  |            |                        |                        |  |
|  | Jordania               | 0                      |                 | Corea del Norte | 2                      |                        |  |            |                        |                        |  |
|  |                        |                        |                 | Corea del Norte | 2                      |                        |  |            |                        |                        |  |
|  |                        |                        | Japón           | 1               |                        |                        |  |            |                        |                        |  |
|  | Irak                   | 1                      | Japón           | 1               |                        |                        |  |            |                        |                        |  |
|  | Irak                   | 1                      |                 |                 |                        |                        |  |            |                        |                        |  |
|  | Japón                  | 3                      |                 |                 |                        |                        |  |            |                        |                        |  |
|  | Japón                  | 3                      |                 |                 |                        |                        |  |            |                        |                        |  |
|  |                        |                        |                 |                 |                        |                        |  |            |                        |                        |  |

#### Cuartos de final
| 1 de noviembre de 2010 | Australia                         | 3:2 (0:2, 2:2) | Emiratos Árabes Unidos        | Estadio de JAR, Taskent                                        |                                                                |
|                        | Brown 82' · Gallifuoco 90+4', 99' |                | Al-Durs 18' · Al-Balooshi 45' | Asistencia: 3.500 espectadores Árbitro(s): Kenji Ogiya (Japón) | Asistencia: 3.500 espectadores Árbitro(s): Kenji Ogiya (Japón) |

| 1 de noviembre de 2010 | Uzbekistán                        | 2:1 (1:0) | Siria      | Estadio de Pakhtakor, Taskent                                          |                                                                        |
|                        | Makhstaliev 37' · T. Khakimov 82' |           | Nabhan 50' | Asistencia: 22.000 espectadores Árbitro(s): Lee Min-Hu (Corea del Sur) | Asistencia: 22.000 espectadores Árbitro(s): Lee Min-Hu (Corea del Sur) |

| 1 de noviembre de 2010 | Irak         | 1:3 (1:1) | Japón                         | Estadio de JAR, Taskent                                           |                                                                   |
|                        | Al-Fuadi 18' |           | Minamino 13', 75' · Akino 54' | Asistencia: 2.000 espectadores Árbitro(s): Nawaf Abdulla (Baréin) | Asistencia: 2.000 espectadores Árbitro(s): Nawaf Abdulla (Baréin) |

| 1 de noviembre de 2010 | Corea del Norte                    | 4:0 (1:0) | Jordania | Estadio de Pakhtakor, Taskent                                     |                                                                   |
|                        | Jo K. 32', 64', 78' · Ju J. C. 71' |           |          | Asistencia: 3.500 espectadores Árbitro(s): Alireza Faghani (Irán) | Asistencia: 3.500 espectadores Árbitro(s): Alireza Faghani (Irán) |

### Tercera fase

#### Semifinales
| 4 de noviembre de 2010 | Uzbekistán           | 2:1 (1:1) | Australia    | Estadio de Pakhtakor, Taskent                                      |                                                                    |
|                        | Makhstaliev 17', 90' |           | Woodcock 43' | Asistencia: 30.000 espectadores Árbitro(s): Nawaf Abdulla (Baréin) | Asistencia: 30.000 espectadores Árbitro(s): Nawaf Abdulla (Baréin) |

| 4 de noviembre de 2010 | Corea del Norte           | 2:1 (2:0) | Japón         | Estadio de Pakhtakor, Taskent                                       |                                                                     |
|                        | Ju J.C. 4' · Pak M.S. 12' |           | Matsumoto 60' | Asistencia: 5.000 espectadores Árbitro(s): Abdullah Balideh (Catar) | Asistencia: 5.000 espectadores Árbitro(s): Abdullah Balideh (Catar) |

### Cuarta fase

#### Final
| 7 de noviembre de 2010 | Uzbekistán | 0:2 (0:0) | Corea del Norte          | Estadio de Pakhtakor, Taskent                                      |                                                                    |
|                        |            |           | Ri K. I. 75' · Jo K. 85' | Asistencia: 35.000 espectadores Árbitro(s): Alireza Faghani (Irán) | Asistencia: 35.000 espectadores Árbitro(s): Alireza Faghani (Irán) |

| Bandera de Corea del Norte |
| Campeón Corea del Norte    |
| Primer título              |

## Premios

### Goleadores
| Jugador              | Selección       | Goles |
| -------------------- | --------------- | ----- |
| Takumi Minamino      | Japón           | 5     |
| Timur Khakimov       | Uzbekistán      | 5     |
| Jesse Makarounas     | Australia       | 4     |
| Jo Kwang             | Corea del Norte | 4     |
| Abbosbek Makhstaliev | Uzbekistán      | 4     |

### Mejor jugador
| Jugador        | Selección  |
| -------------- | ---------- |
| Timur Khakimov | Uzbekistán |

## Clasificados Copa Mundial de Fútbol Sub-17 México 2011
| Uzbekistán | Corea del Norte | Australia | Japón |
| ---------- | --------------- | --------- | ----- |